# 2002 RN109
2002 RN109, também escrito como 2002 RN109, é um corpo celeste que é classificado como um damocloide. Ele é o corpo menor com a segunda maior excentricidade orbital que qualquer outro corpo menor conhecido, depois de 2005 VX3. O mesmo possui uma magnitude absoluta de 15,3 e tem um diâmetro com cerca de 4 km.

## Descoberta
2002 RN109 foi descoberto no dia 16 de agosto de 2002 pelo Lincoln Near-Earth Asteroid Research (LINEAR).

## Órbita
A órbita de 2002 RN109 tem uma excentricidade de 0,996 e possui um semieixo maior de 31,791 UA. O seu periélio leva o mesmo a uma distância de 2,708 UA em relação ao Sol e seu afélio a 1410,232 UA.